# Тамно скенирање
Тамно скенирање (енгл. A Scanner Darkly) роман је Филипа К. Дика (енгл. Philip Kindred Dick), америчког писца научне фантастике. Роман је написан 1977. године, а преведен на српски језик 1996. године.

## О делу
Роман је написан 1977. године. Радња се одиграва 90-тих година 20. века у Калифорнији. Филип Дик се бави измењеним стањима свести у препознатљивој мрачној атмосфери коју аутор гради око конзумирања дроге. Наркотици постају активни елемент како друштвених, тако и међуљудских односа.
Приказано је духовно и ментално стање појединаца кроз футуристички печат опсесија. Такође је у фокусу и лицемерство око борбе против употребе дрога у свету. 
Злоупотреба дрога није болест него одлука. То се може назвати и погрешним расуђивањем. Уколико група људи почиње то да ради, то можемо назвати друштвеном грешком или стилом живота. У том особеном стилуживота мото је да се буде срећан сада јер сутра ћеш умрети. А занемарује се да умирање почиње одмах, а срећа је успомена.  
Главни лик се растаче на више ликова који засебно функционишу. Он тога није свестан. Набавља све више пилула дроге, а личност му се исто све више расловљава. Роберт Боб Арктор је полицијски агент који није свестан да постоји у више личности.
Роман се бави илузијама стварности. Полицијски агент је убачен међу наркомане без откривања идентитета. Он практично добија задатак да шпијунира самог себе. 
Писац слаже епизоде из различитих светова хаоса у коме живе наркомани, свако у свом кошмару, колективној психози са извештајима, праћењем, агентима у специјалним камуфларним оделима.

### Лично искуство
Роман је настао као лично искуство писца који је седмдесетих година живео са групом наркомана и уживао и постао потпуно зависан од амфетамина. Сам писац говори да је он то све лично доживео у свом животу.

## Адаптације
Године 2006. је урађена ротоскопска анимација са Кијану Ривс у главној улози.